# مرکز نمایشگاهی ویلپانت

لوگو مرکز نمایشگاهی ویلپانت

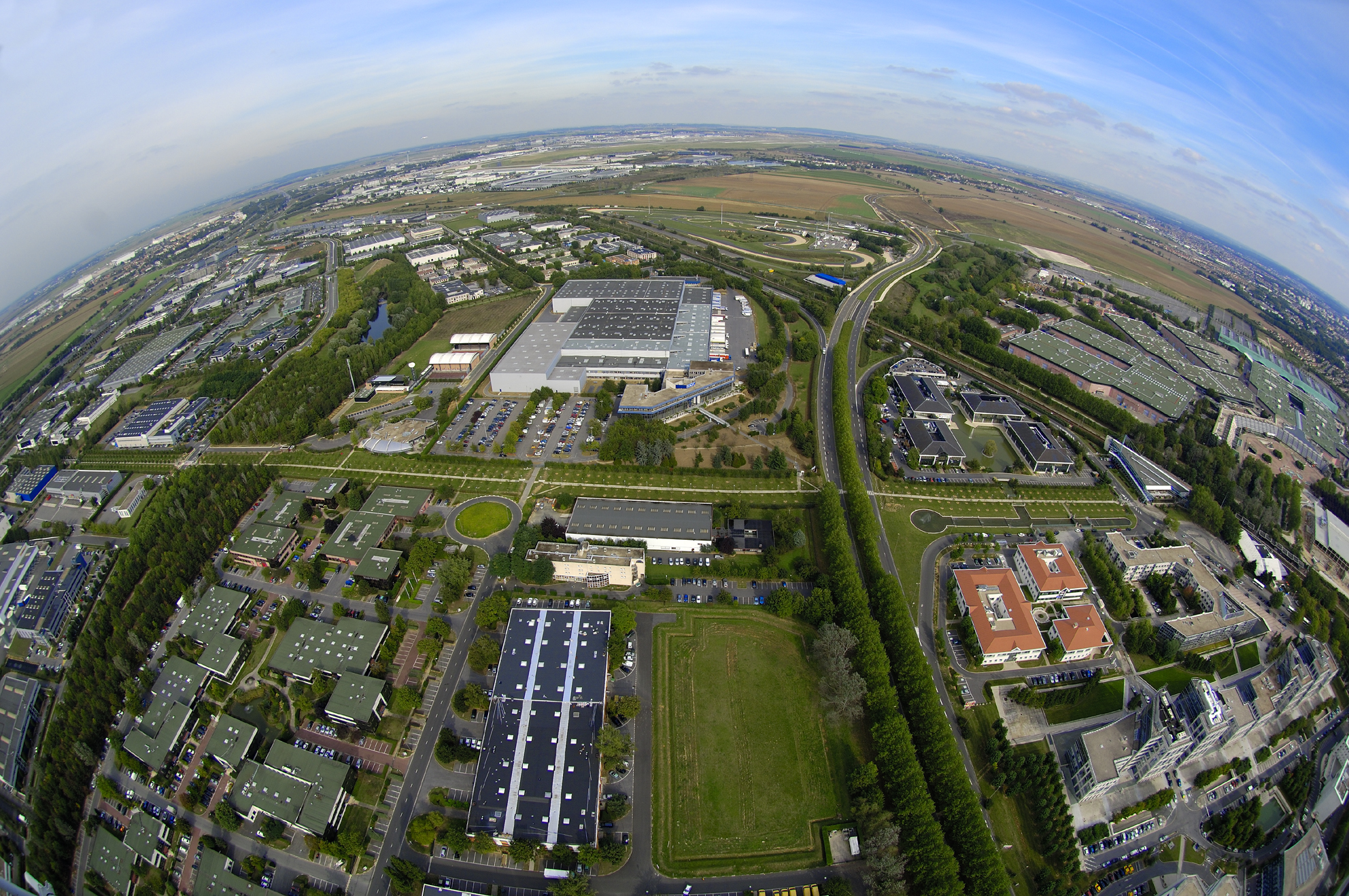
نمایی هوایی از مرکز نمایشگاه ویلپانت

مرکز نمایشگاهی ویلپانت (فرانسوی: Parc des Expositions de Villepinte‎) یک مرکز مرکز گردهمایی و نمایشگاهی بزرگ در ویلپانت، سن-سن-دنی در نزدیکی فرودگاه شارل دوگل پاریس است.
این مرکز که در سال ۱۹۸۲ تأسیس شده دارای ۱۱۵ هکتار وسعت و ۲۴۶۰۰۰ مترمربع فضای همایش در هشت سالن است. در سال ۲۰۱۳ بیش از ۲ میلیون نفر از ۴۰۷ نمایشگاه (شامل ۳۲ نمایشگاه بین‌المللی) و ۱۰۱۳ کنفرانس از این مجموعه بازدید کرده‌اند.

## نگارخانه

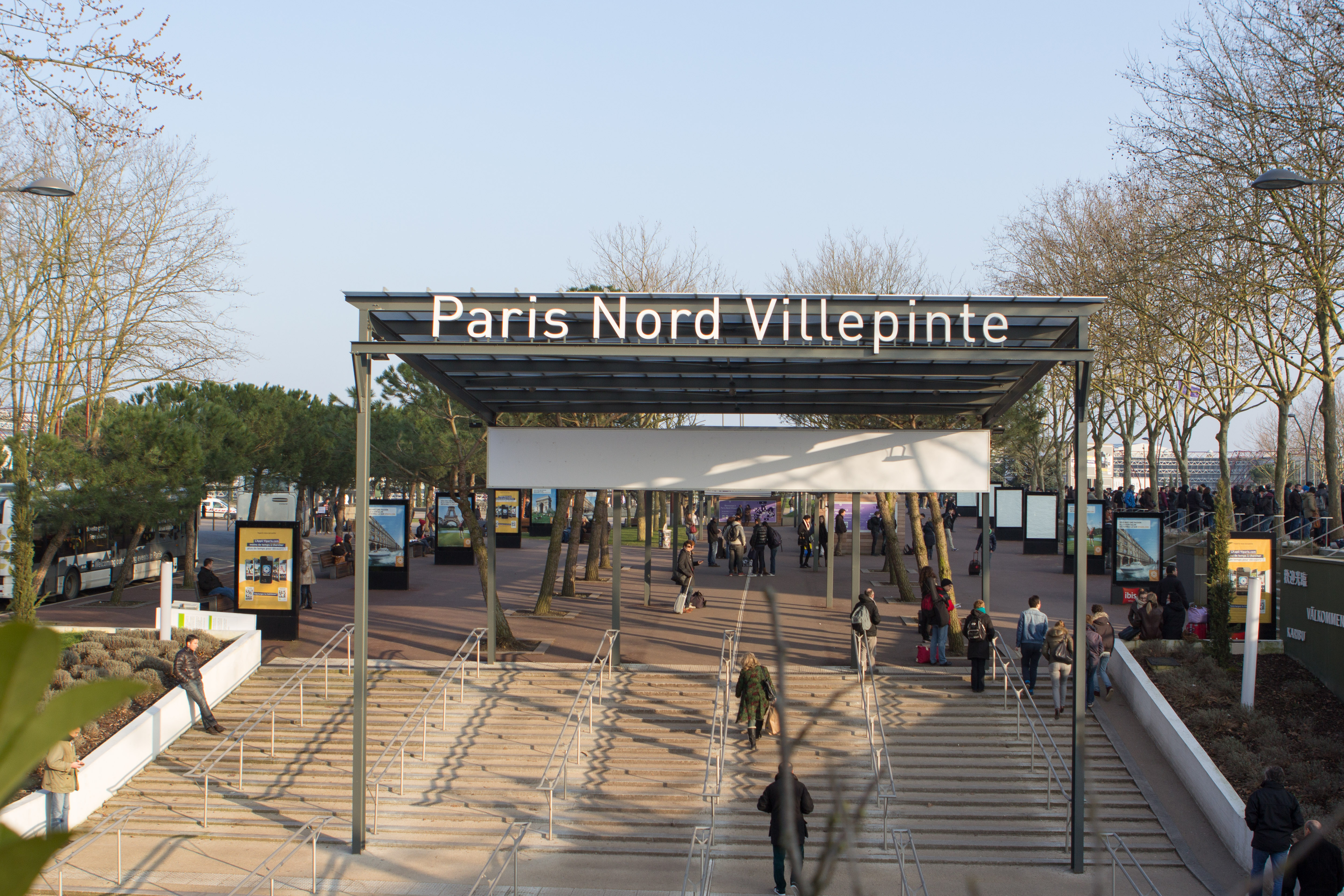
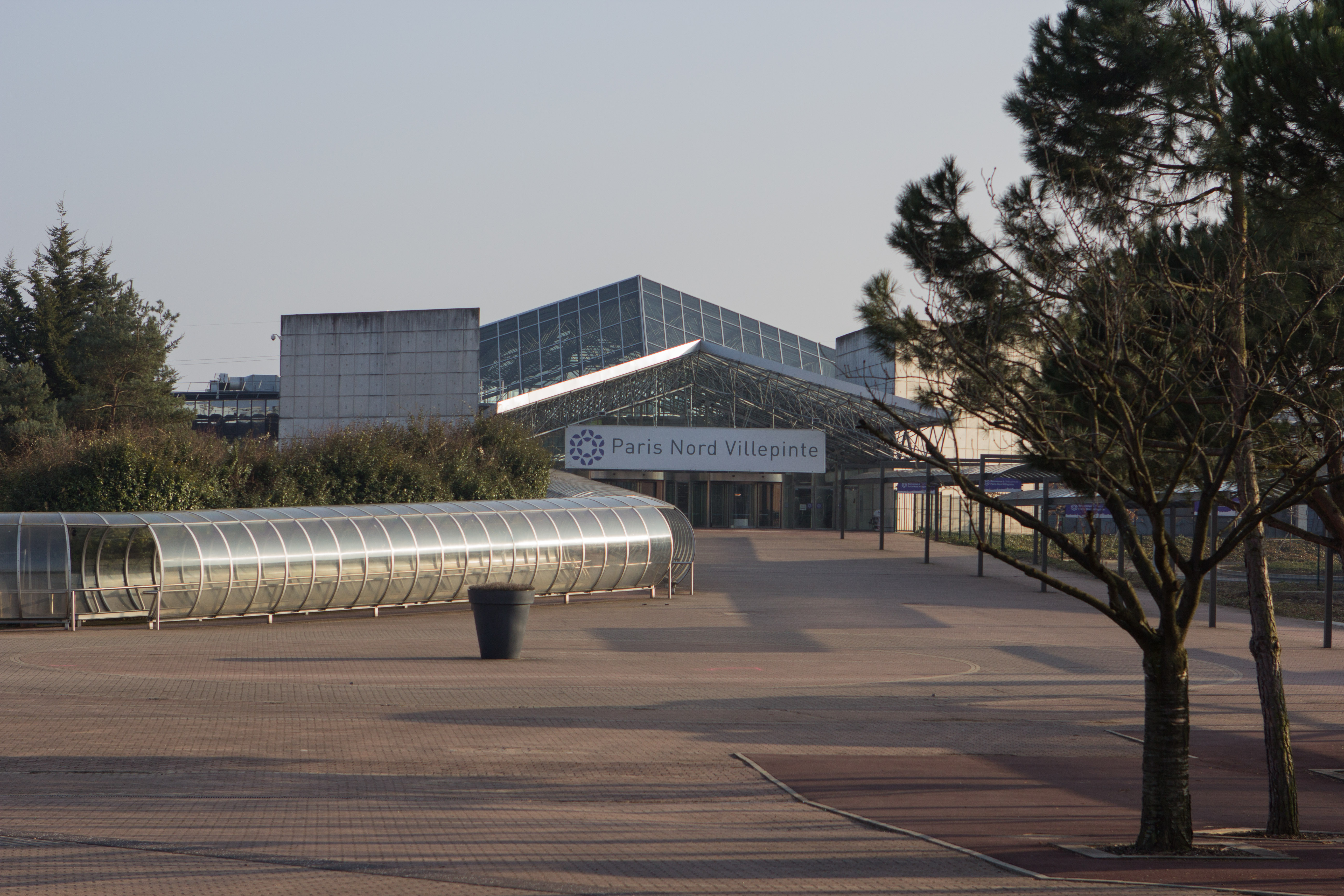
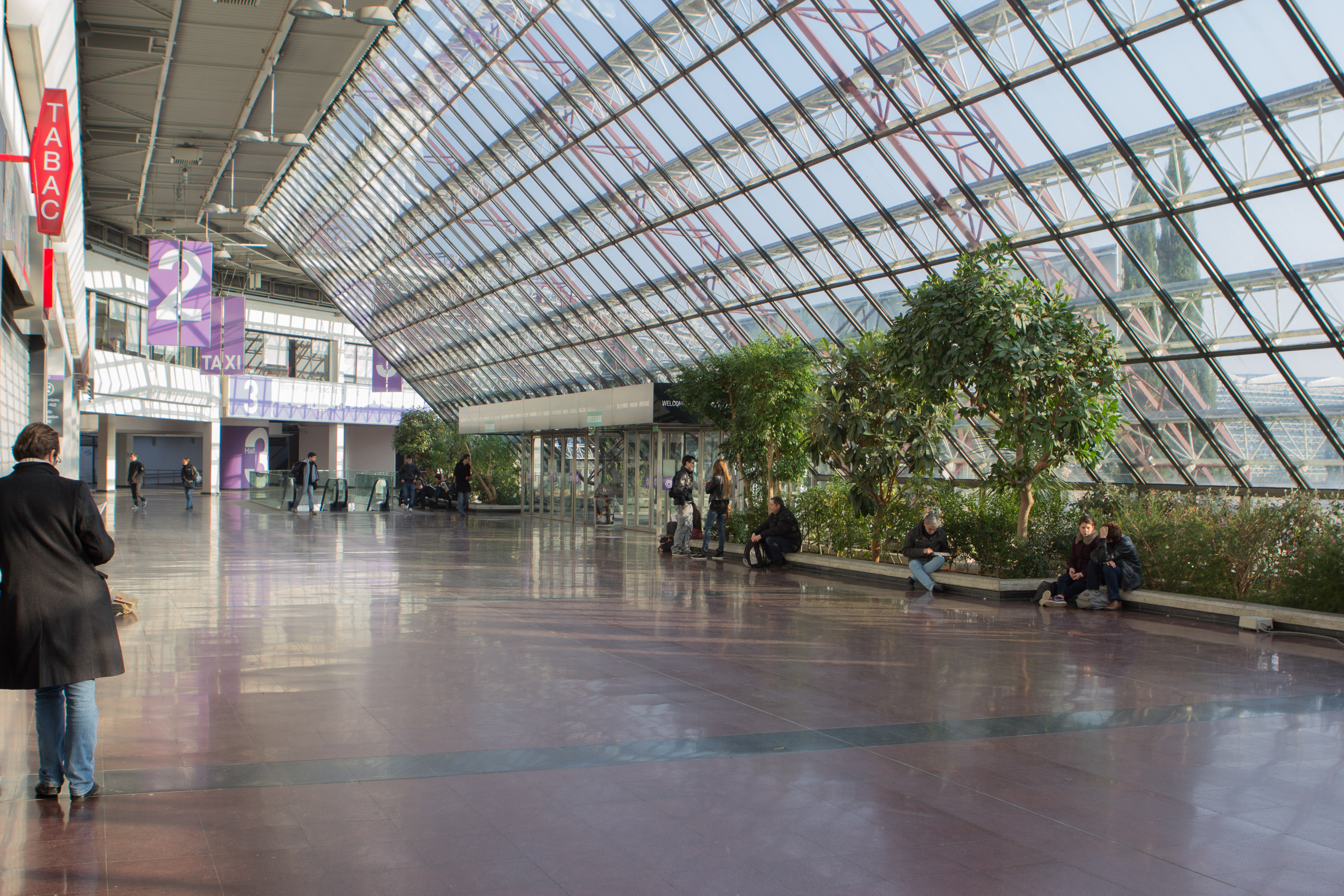